# Nancy Hale
Nancy Hale, född 6 maj 1908, död 24 september 1988, var en amerikansk författare.
Nancy Hale blev efter konststudier journalist, var medutgivare av Vogue 1928–1932, Vanity Fair 1933–1934 och blev 1935 reporter i The New York Times. Hale debuterade 1932 med romanen The young die good, och fick sitt stora genombrott med romanen The prodigal women (1942, svensk översättning Döttrar av söder och nord, 1945), en socialt betonad kvinnostudie och novellsamlingen Between the dark and the daylight (1943).